# کارلوس سوارس
کارلوس سوارِس (انگلیسی: Carlos Suárez؛ ‏ ۱۹۴۶ – ۱۹ اکتبر ۲۰۱۹) فیلم‌بردار و کارگردان فیلم اهل اسپانیا بود.
از فیلم‌هایی که وی در آن‌ها نقش داشته‌است، می‌توان به برج سوسو، اُبیه‌دو اکسپرس و قایقرانی با باد اشاره نمود.
وی همچنین برندهٔ جوایزی همچون جایزه گویا شده‌است.